# Vipera kaznakovi
La víbora de Kaznakov o víbora del Cáucaso (Vipera kaznakovi) es una especie  de reptil escamoso  de la familia Viperidae  en peligro de extinción propia del sur de Rusia, Georgia y el noreste de Turquía, más concretamente en torno a las montañas del Cáucaso. No se han descrito subespecies.

## Descripción
V. kaznakovi es una especie robusta, de la cual los machos son generalmente más cortos y más delgados que las hembras. Los adultos pueden alcanzar una longitud máxima total (cuerpo + cola) de 65 a 70 cm, pero normalmente son menores. De 23 machos examinados, la mayor medida fue de 47,5 cm de longitud total; Mientras que de 16 hembras, la más grande fue de 60 cm de longitud total.

## Hábitat
Esta especie habita en las laderas boscosas de las montañas, en los lechos de barrancos húmedos y en los claros adehesados. Se ha registrado en bosques mixtos subtropicales de hoja perenne; castaños, haya, sauce y aliso; Y en los bosques húmedos cerca de las terrazas de río. En el límite superior de su distribución altitudinal esta serpiente alcanza la zona de los bosques de coníferas, pero no se encuentra profundamente en este tipo de bosque. Se ha registrado desde el ecotono del bosque de hayas y abetos. Estos animales también pueden encontrarse en áreas de cultivo de té.

## Comportamiento
En la costa del Mar Negro abandona la hibernación en marzo, pero a altitudes de 600-800 metros sobre el nivel del mar sale de la hibernación en la segunda mitad de abril o principios de mayo. Se reproduce desde finales de marzo hasta mediados de mayo. La hibernación comienza a principios de noviembre (para las poblaciones costeras) ya finales de septiembre o principios de octubre para las poblaciones de las tierras altas. Los jóvenes nacen a finales de agosto o principios de septiembre.

## Galería

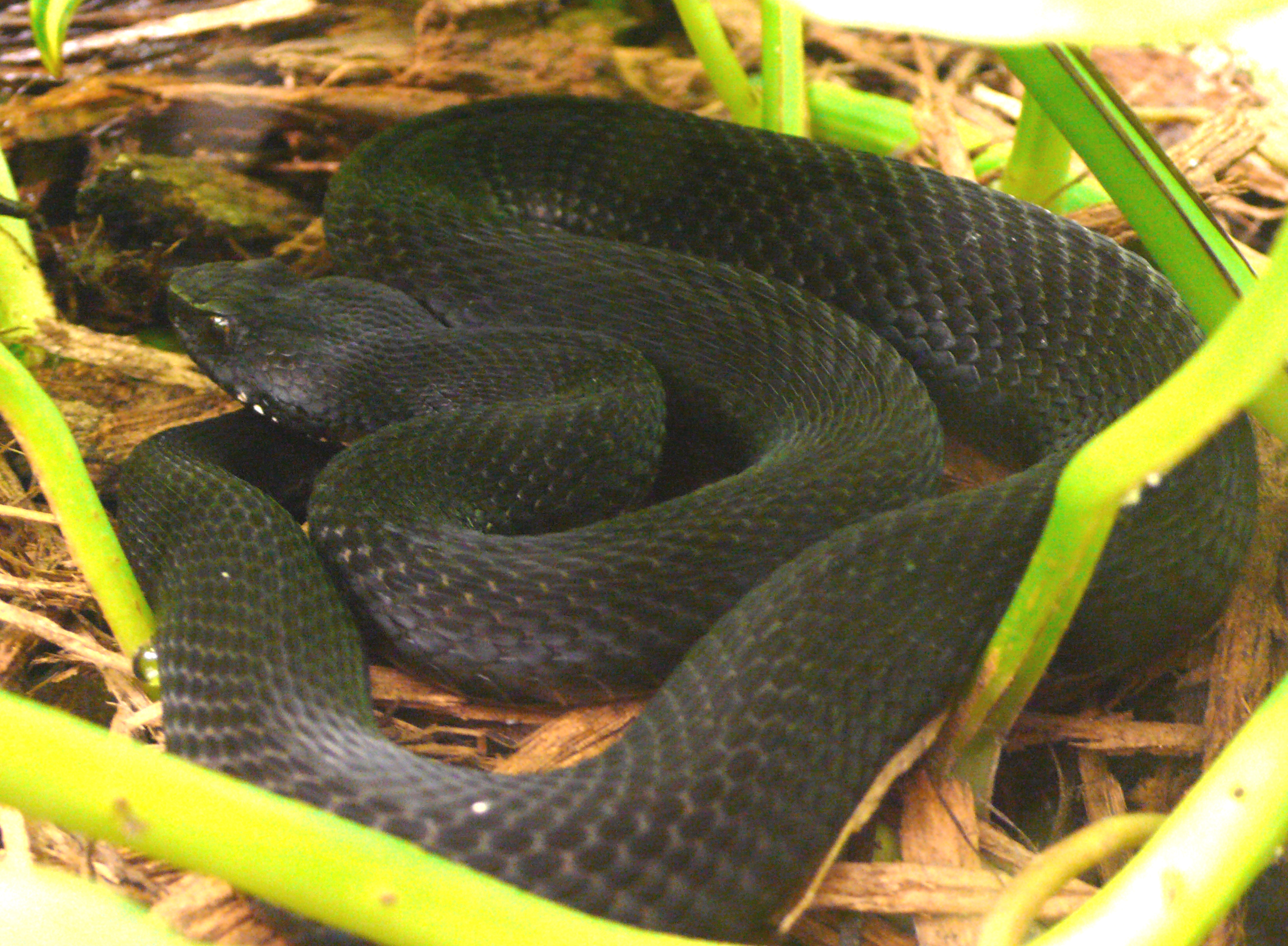
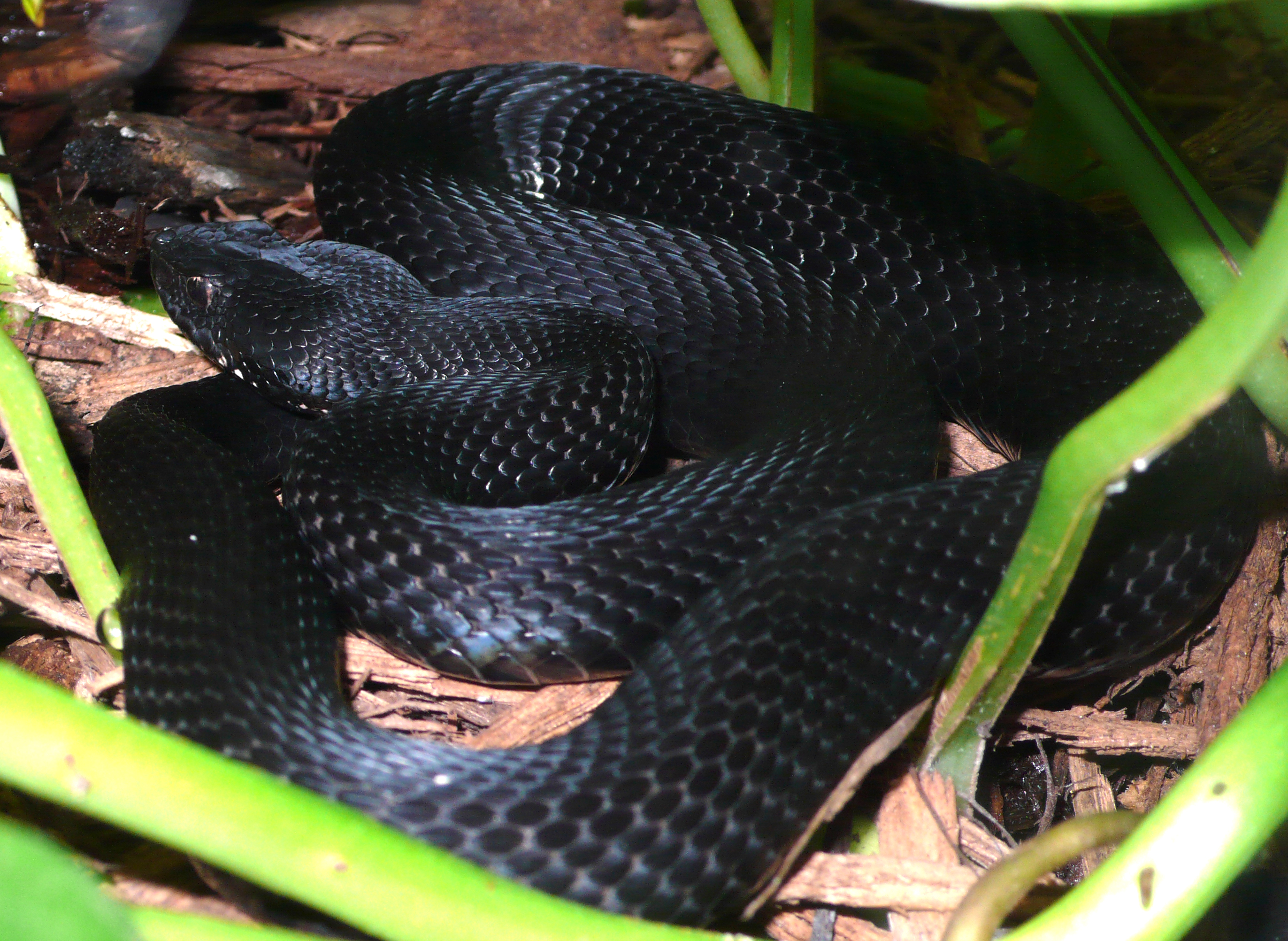
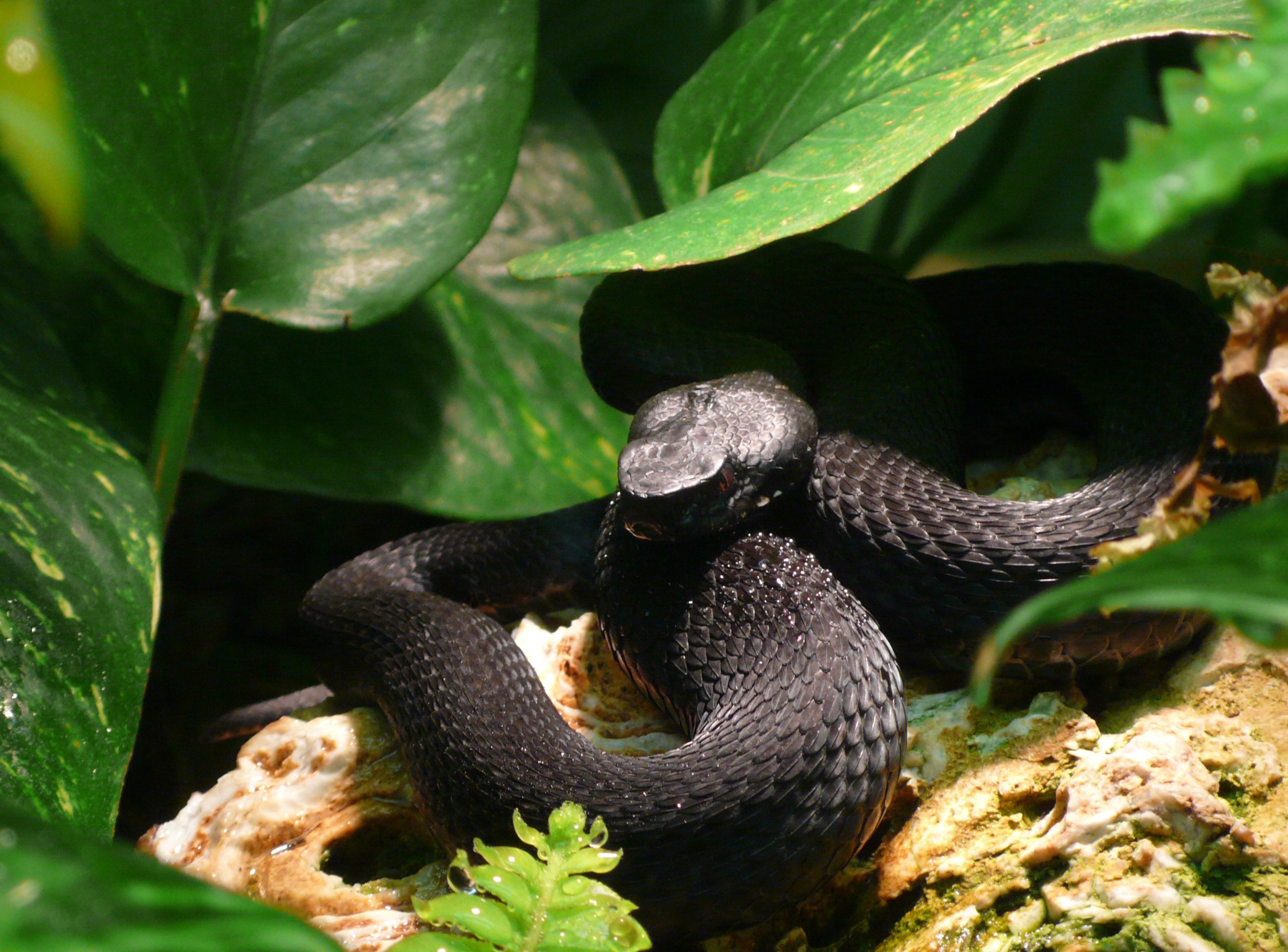

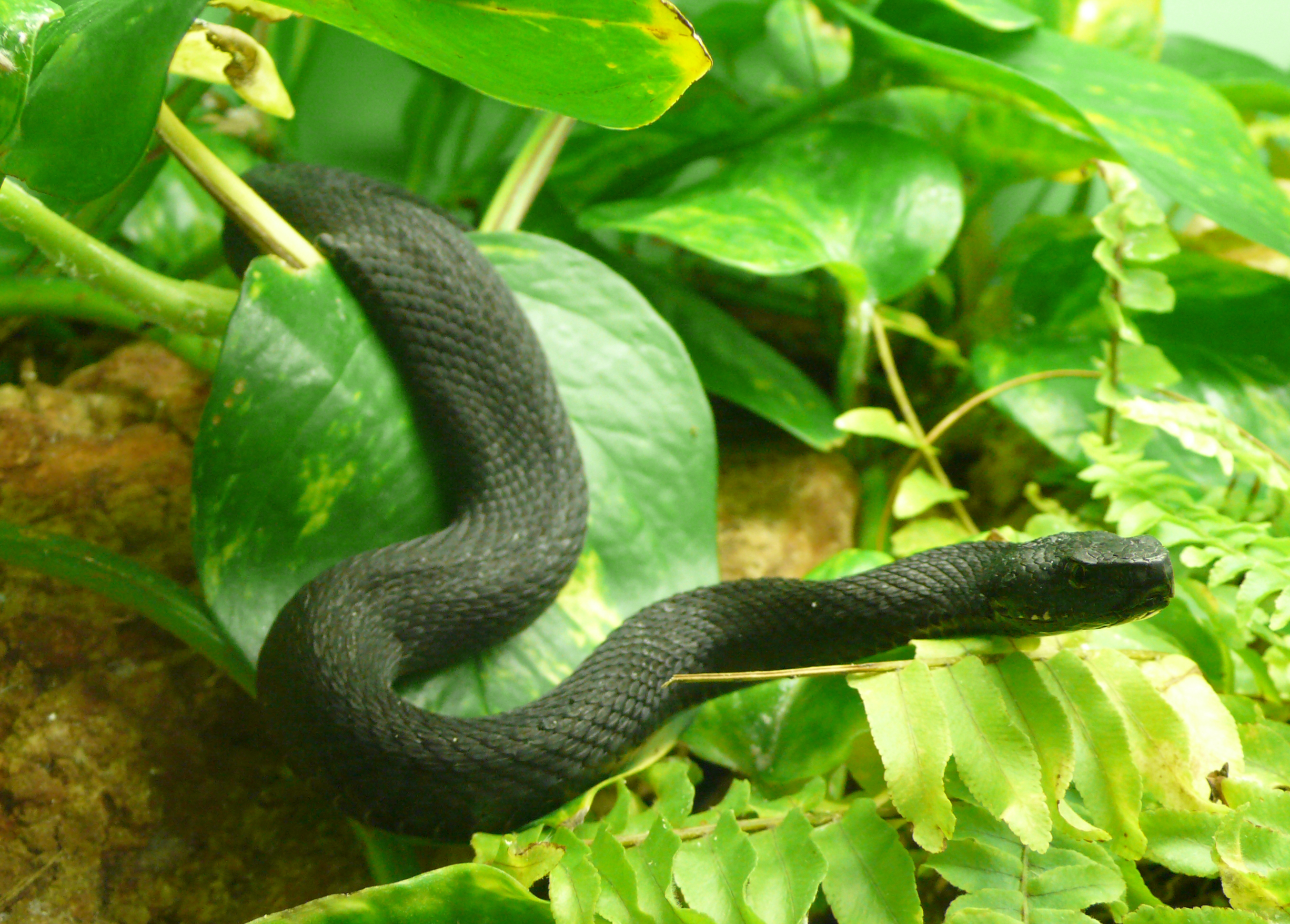
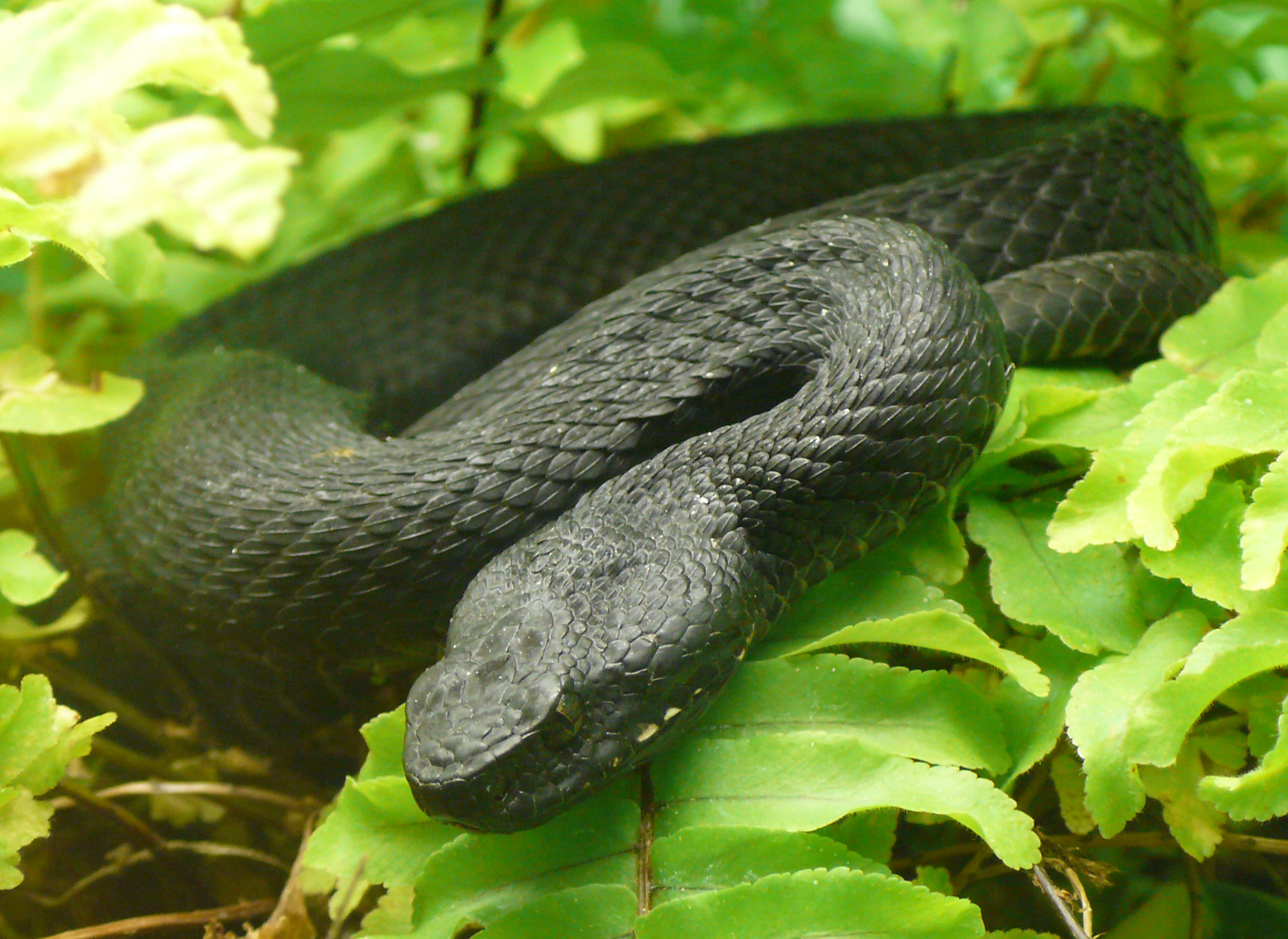
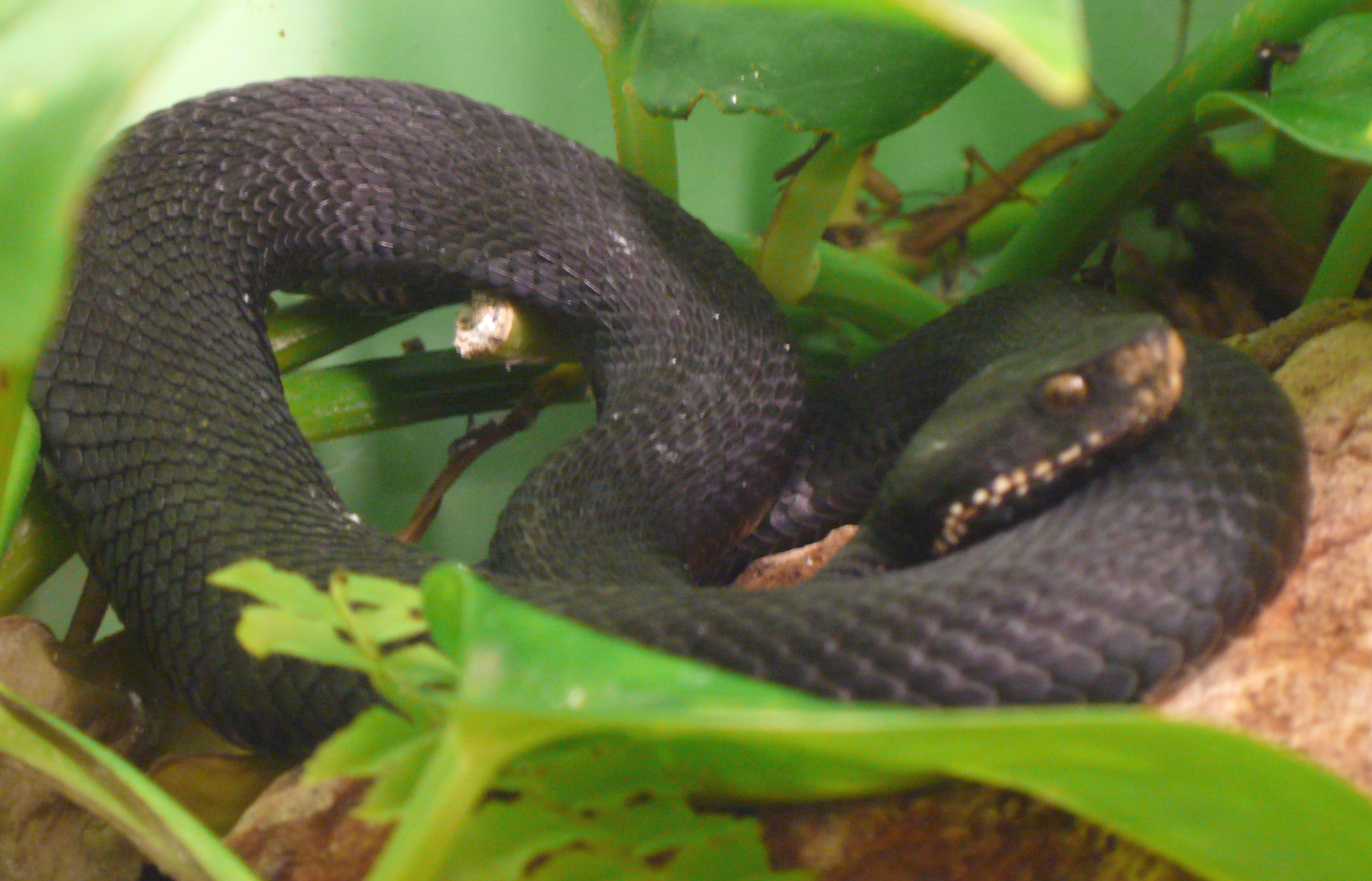